# Canthidium aterrimum
Canthidium aterrimum är en skalbaggsart som beskrevs av Edgar von Harold 1867. Canthidium aterrimum ingår i släktet Canthidium och familjen bladhorningar. Inga underarter finns listade.